# Pizza estilo California
Se denomina California-style pizza, o simplemente California pizza, a un estilo de pizza que combina la fina corteza de las pizzas neoyorkinas y napolitanas con ingredientes propios de la cocina californiana. Su invención generalmente se atribuye al chef Ed LaDou y Chez Panisse, en Berkeley, California . Wolfgang Puck, después de conocer a LaDou, popularizó el estilo de pizza en el resto del país. Se sirve en muchos restaurantes de cocina de California. Cadenas de restaurantes como California Pizza Kitchen, Round Table Pizza, Extreme Pizza y Sammy's Woodfired Pizza son cuatro de las principales franquicias de pizzas asociadas con la pizza al estilo de California.

## Historia
La pizza al estilo californiano fue inventada más o menos simultáneamente en 1980 por el experto en pizza Ed LaDou, quien luego trabajó como chef de pizzas en el restaurante Prego de Spectrum Foods en el vecindario Cow Hollow de San Francisco y por chefs de pizza que trabajan para Alice Waters en el Chez Panisse Cafe en Berkeley, California.
LaDou había aprendido a hacer pizza en la década de 1970 cuando era adolescente en Frankie, Johnnie & Luigi Too, una pizzería tradicional al estilo neoyorquino en Mountain View. Hizo pizzas brevemente en Ecco, un restaurante de lujo en el Hotel Hyatt de Palo Alto, antes de comenzar en Prego.
Prego estaba especializado en pizzas al estilo italiano clásico de masa fina, pero sus chefs, liderados por LaDou comenzaron a experimentar con jamón, queso de cabra y trufas en su leña horno, y servirlos a los clientes. Uno de ellos, al cual se le presentó una pizza fuera de la carta que incluía mostaza, ricotta, paté y pimiento rojo, resultó ser el chef Wolfgang Puck.
Para 1980, Chez Panisse de Alice Waters y su jefe de cocina, Jeremiah Tower, ya habían desarrollado la denominada «cocina californiana», un concepto que buscaba combinar técnicas de las cocinas francesa e italiana, presentandolas con sabores frescos y centrados en ingredientes locales. Waters era fanático desde hace mucho tiempo del restaurante italiano de Tommasso en North Beach, San Francisco, que había instalado el primer horno de pizza de leña de la costa oeste.
Después de viajar a Italia, Waters decidió hacer de una cocina abierta con un horno de pizza estilo Tomasso como protagonista de la nueva cafetería que estaba abriendo sobre su comedor principal. Aunque se preparó de manera clásica, sus chefs agregaron ingredientes exóticos y de calidad a las pizzas y calzones, como queso de cabra y salchicha de pato. Se vendían por porciones principalmente. Su café, y sus pizzas, en particular, fueron un éxito instantáneo, atrayendo una gran atención entre los críticos gastronómicos.
Wolfgang Puck, en 1980 y 1981, se preparaba para abrir el restaurante que lo haría famoso, Spago, en West Hollywood, California. Inicialmente concebido como una pizzería, Spago's se inspiró en el café de arriba en Chez Panisse. Estaba tan impresionado con la pizza que LaDou le había preparado en Prego, que contrató a LaDou como jefe de pizzas. Bajo la dirección de Puck, LaDou desarrolló más de 250 conceptos de pizza utilizando ingredientes como vieiras, huevas y flores de calabacín.
Entre sus inventos más famosos estaba la «pizza judía», una masa de pizza que se cocina primero y luego se cubre con salmón ahumado, crema fresca, alcaparras y eneldo. Otra innovación fue el uso de infusiones de aceite de oliva, verduras tiernas, aceite de chile y masa aromatizada.
En 1985, LaDou ayudó a dos abogados restauradores sin experiencia, Richard L. Rosenfeld y Larry S. Flax, a iniciar un nuevo concepto de restaurante, California Pizza Kitchen (CPK). Les trajo muchas de las recetas de Spago, que había guardado cuidadosamente.
El nuevo restaurante tomó prestado el concepto de cocinas abiertas centradas en los hornos de pizza de leña de Spago, pero en lugar de ingredientes gourmet exóticos, utilizó ingredientes innovadores pero más simples. Cuando el chef del nuevo restaurante renunció menos de un mes antes de la apertura, LaDou rápidamente diseñó y cocinó un menú completo, inventando la pizza de pollo a la barbacoa. LaDou también ayudó a desarrollar menús de pizza para el Sammy's Woodfired Pizza y el Hard Rock Cafe.

## Prominencia
Tanto Wolfgang Puck como California Pizza Kitchen fueron fundamentales para convertir la pizza al estilo californiano de una tendencia de comida gourmet a un producto alimenticio de consumo masivo. Basado en el éxito de sus pizzas y su estatus como chef famoso, Puck abrió una serie de restaurantes, que van desde clones de alta gama de Spago hasta cadenas de conveniencia para aeropuertos y patios de comidas en centros comerciales. California Pizza Kitchen creció a 200 puntos de venta.
Ambos introdujeron pizzas congeladas, pero después de un éxito temprano, las líneas de supermercados de Puck fueron superadas por las de CPK, que cuentan con el respaldo de Kraft Foods.